# Otto Weidt

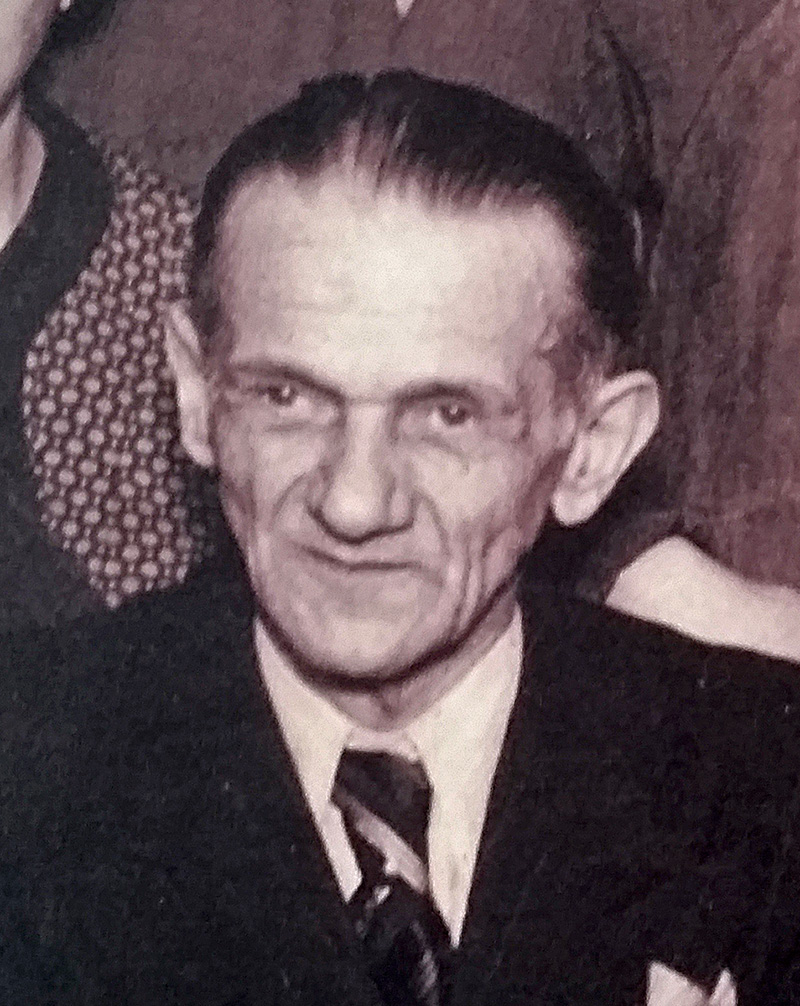
Otto Weidt

Otto Max August Weidt (* 2. Mai 1883 in Rostock; † 22. Dezember 1947 in Berlin) war Besitzer einer Berliner Blindenwerkstatt. Als junger Mann engagierte sich Weidt in der anarchistischen Arbeiterbewegung. Während des Holocaust stellte sich Weidt schützend vor seine jüdischen Mitarbeiter und rettete mehreren Juden das Leben. Postum wurde er 1971 als Gerechter unter den Völkern geehrt.

## Leben
Otto Weidt, Sohn des Tapezierers Max Joachim Johann Weidt (1855–1918) und der Auguste Henriette Christiane Grell (* 1857), wuchs mit mehreren Geschwistern, darunter die jüngere Schwester Wilhelmine (1886–1967) und der ältere Bruder Martin (* 1879) in ärmlichen Verhältnissen in Rostock auf. Weitere seiner Geschwister starben bereits im Säuglings- oder Kleinkindalter. Im Juli 1888 siedelte die Familie nach Berlin über. Nach Ende der Schulzeit erlernte Otto Weidt das Handwerk des Malers und Vergolders. Ab seinem 17. Geburtstag musste er Wehrdienst leisten, kam seinem Dienst beim Landsturm allerdings nicht immer nach.

### Engagement in der anarchistischen Bewegung
Im Sommer 1903 ging Otto Weidt für ein Jahr nach Hamburg, wo er erste Kontakte zu den dortigen Vertretern der anarchistischen Bewegung aufnahm und ab Juli 1903 rege am Vereinsleben des Hamburger anarchistischen „Club Simplicissimus“ teilnahm. Dies führte zu seiner Uberwachung durch die Politische Polizei. In Berlin übernahm Weidt im Frühjahr 1905 als „Sitzredakteur“ die Herausgabe der Zeitung „Der Anarchist“. Er lernte unter anderem Erich Mühsam (1878–1934), Fritz Oerter (1869–1935), Josef Oerter (1870–1928), Rudolf Lange (1873–1914) sowie Werner (Daya) Karfunkelstein (1881–1941) kennen. Zwischen 1907 und 1908 kam es zum Bruch der Berliner Anarchisten mit Weidt, weil er unter anderem Gelder anarchistischer Zeitungen unterschlug, um seinen Lebensunterhalt davon zu bestreiten. Auf der Suche nach einem neuen anarchistischen Betätigungsfeld bereiste er 1908 die Schweiz, Italien und Österreich-Ungarn, ohne dort Anschluss zu finden. Zurück in Berlin, wohnte er bei seinen Eltern in Berlin-Wilmersdorf und arbeitete als Tapetenkleber auf Baustellen. Er zog sich schließlich aus dem organisierten politischen Anarchismus zurück, blieb aber der Idee verbunden. Seine polizeiliche Beobachtung wurde 1912 eingestellt.

### Weiterer Werdegang
Ab 1912 arbeitete Otto Weidt als Tapezierer. Im Jahr 1913 heiratete er die Schneiderin Martha Karoline Gustava Konieczny (* 1887). Mit dem Dekorateur Arnold Gerhardt gründete Weidt 1914 die Firma „Raumkunst Weidt & Gerhardt, Tapezierer u. Dekorateure“, die allerdings nur kurz nachweisbar war. Das Ehepaar Weidt wohnte ab 1914 in Steglitz und danach in der Sedanstraße 41 in Schöneberg und bekam die Söhne Werner (* 1914) und Hans (* 1915). Da Weidt sich nur wenig um seine Familie kümmerte, wurde die Ehe Anfang 1916 geschieden. Bei Ausbruch des Ersten Weltkrieges konnter sich als überzeugter Pazifist dem Fronteinsatz dank eines Ohrenleidens entziehen. Stattdessen leistete er seinen Kriegsdienst von November 1916 bis Oktober 1918 als Militärkrankenwärter in einem Reservelazarett in Küstrin. In zweiter Ehe war er von 1919 bis zur Scheidung 1928 mit der Pförtnerin Johanna Stoll (* 1884) verheiratet und wohnte in der Kronenstraße 36 in Berlin-Mitte. Zu Beginn der 1920er Jahre gründete Otto Weidt in Berlin die Firma „Vereinigte Werkstätten für Innenausbau Otto Weidt“ und trat als selbständiger Innenarchitekt – die Berufsbezeichnung war damals noch nicht geschützt – auf. Um 1922/1923 zog er mit seiner Frau in die Friedrichstraße 32 in Berlin-Kreuzberg. Obwohl er finanziell nicht gut gestellt war und den Unterhaltsverpflichtungen gegenüber seinen Söhnen aus erster Ehe nur selten nachkam, suchte er regelmässig die Treffpunkte der Intellektuellen und Künstler in den Berliner Caféhäusern auf um sich auszutauschen. Mit vielen Gästen des Romanischen Cafés war er gut bekannt.
Um 1924 ließ sein Augenlicht stark nach und er galt als „praktisch erblindet“. Bald darauf schulte er zum Bürstenmacher im Blindenhandwerk um und war nach Abschluss der Ausbildung ab 1931 selbständig tätig. Im Oktober 1935 wurde er von der Handwerkskammer in ihre Rolle der Berliner Handwerker aufgenommen und sein Einzelunternehmen Mitglied im Reichsinnungsverband des Bürsten- und Pinselmacher-Handwerks. Im Jahr 1936 heiratete er Else Erna Nast (1902–1974) aus Breslau, die er 1935 kennengelernt hatte und arbeitete zusammen mit ihr als Bürstenmacher in der damaligen Wohnung am Halleschen Ufer 58.

### Blindenwerkstatt und Hilfe für verfolgte Juden

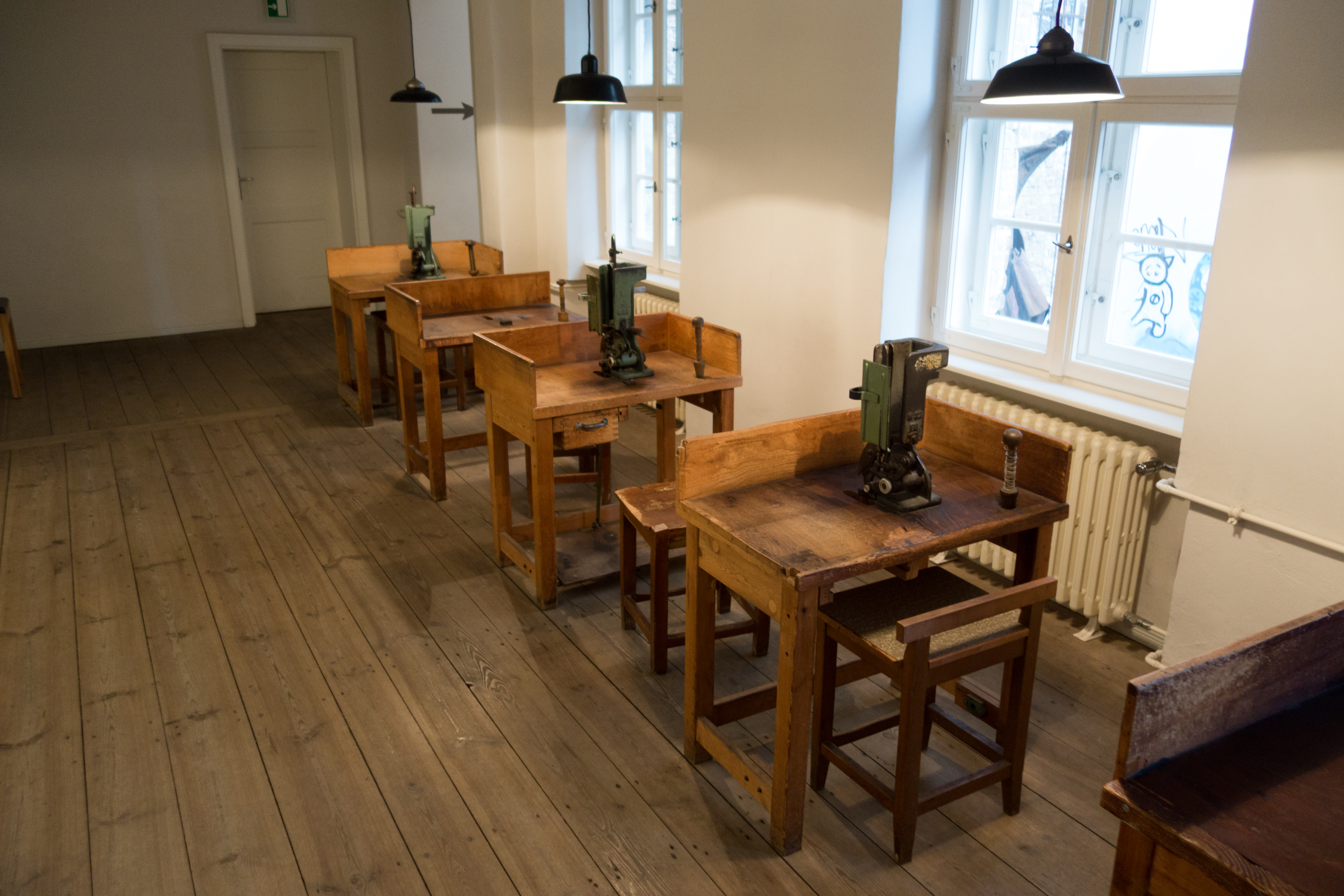
Arbeitsplätze in der ehemaligen Werkstatt

Im Frühjahr 1939 gründete Otto Weidt mit seinem langjährigen Freund Gustav Kremmert (* 1899) in der Großbeerenstraße 92 in Berlin-Kreuzberg die Firma „Blinden-Werkstätte Otto Weidt“, in der die blinde Belegschaft „Besen und Bürsten für Industrie und Haushalt“ sowie Korbwaren, Matten und Seilerwaren fertigte. Mit Beginn des Zweiten Weltkriegs kam die Lieferung der benötigten Rohstoffe aus dem Ausland nahezu zum Erliegen und die Werkstatt war auf die kargen Zuteilungen der zuständigen Reichsstellen angewiesen. 1940 zog die Werkstatt in die Rosenthaler Straße 39 in Berlin-Mitte um, wo sie das gesamte erste Stockwerk im Seitenflügel eines Hauses im ersten Hinterhof belegte. Da Weidt sich um Aufträge der Wehrmacht bemühte, galt die Blindenwerkstatt als „wehrwichtiger Betrieb“, die bevorzugt mit Rohstoffen beliefert wurde.

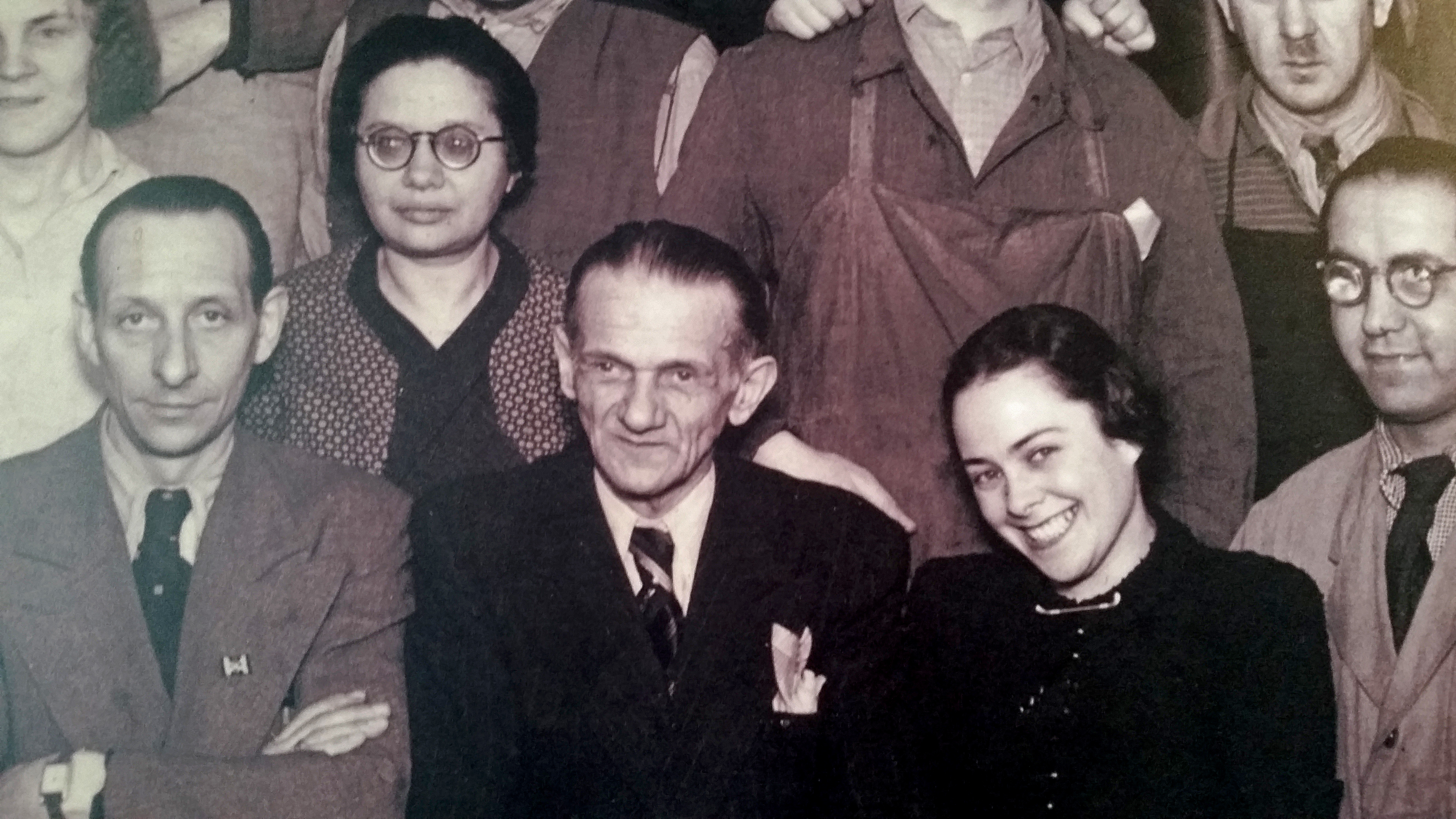
Otto Weidt (Mitte), rechts Alice Licht, links Gustav Kremmert sowie Rosa Katz und Herbert Sommerfeld

Weidt beschäftigte hauptsächlich blinde, seh- und hörbehinderte Jüdinnen und Juden, die durch die Zentrale Dienststelle für Juden des Arbeitsamtes Berlin im Geschlossenen Arbeitseinsatz zur Zwangsarbeit herangezogen wurden. Anfang 1941 erhielt er die Erlaubnis der Zentralen Dienststelle für Juden, neben tauben und blinden jüdischen Menschen auch Sehende in seiner Werkstatt zu beschäftigen. Zu ihnen zählten Inge Deutschkron, Hans Israelowicz und Alice Licht. Ende 1941 waren über 30 Menschen bei Weidt beschäftigt, in den Jahren 1942/43 waren es zwischen 40 und 65 Angestellte, die meisten davon blinde jüdische Zwangsarbeiter. Es gelang Weidt durch gute Beziehungen, Bestechung, Passfälschung und mit Unterstützung von Hedwig Porschütz, seine Mitarbeiter zu versorgen und zunächst teilweise vor den 1941 einsetzenden Deportationen der Berliner Juden zu schützen. Er intervenierte beim „Judenreferat“ der Berliner Gestapo, bei der „Zentralen Dienststelle für Juden des Arbeitsamtes Berlin“ und bestach Beamte. Im Rahmen der „Fabrikaktion“ wurden im Februar 1943 viele Mitarbeiter Weidts verhaftet um in der Folge in Vernichtungslagern ermordet zu werden. Weidt gelang es, Arbeiterinnen und Arbeiter aus dem Sammellager in der Großen Hamburger Straße zurückzubringen.
Ab Anfang 1943 unterstützte Weidt viele seiner Angestellten und Bekannten bei der Flucht in den Untergrund, organisierte Verstecke, Verpflegung, Kleidung, medizinische Versorgung, falsche Papiere und Arbeit und baute ein weitverzweigtes Netzwerk von Helfern und Unterstützern auf. Unterstützt wurde er von seiner Frau Else und auch von seinem Freund und Teilhaber Gustav Kremmert. Unter anderem konnte er die 1922 geborenen Zwillinge Anneliese und Marianne Bernstein bei Hedwig Porschütz unterbringen. Sie nahm beide in ihre kleine Wohnung auf, versorgte sie und sicherte ihr Überleben. Die Familie Horn versteckte Weidt in einem Hinterraum seiner Werkstatt, bis sie nach neun Monaten von einem Gestapo-Spitzel verraten wurde. Als Alice Licht im Jahr 1943 beschloss, gemeinsam mit ihren Eltern, unterzutauchen, konnte sie mit Hilfe und unter dem Namen von Otto Weidt Wertgegenstände und Möbel aus der elterlichen Wohnung bei einer Spedition einlagern. Otto Weidt versteckte die Familie Licht ab 5. Februar in den Kellerräumen eines von ihm angemieteten fingierten Auslieferungslagers in der Neanderstraße 12 (seit 1960 Heinrich-Heine-Straße) in Berlin-Mitte, bis auch sie im Oktober 1943 durch Verrat der Gestapo in die Hände fielen und deportiert wurden.
Von Ende 1943 bis Oktober 1944 organisierte Otto Weidt die Versorgung von wenigstens 25 Menschen, die im Ghetto Theresienstadt inhaftiert waren, mit mindestens 150 Lebensmittelpaketen, die unter Verwendung zahlreicher fingierter Absender geschickt wurden. Von den bedachten Personen überlebten drei; die anderen wurden im Herbst 1944 ins Vernichtungslager Auschwitz-Birkenau deportiert und dort ermordet. Kurz vor Kriegsende fuhr er nach Auschwitz, um zu Alice Licht Kontakt aufzunehmen und sie bei einer Flucht zu unterstützen. Von Christianstadt, wo sie bei der Munitionsproduktion eingesetzt wurde, konnte sie bei einem Todesmarsch aus dem Außenlager des KZ Groß-Rosen fliehen. Danach tauchte sie bei Else und Otto Weidt in Berlin unter, die sie bis zum Kriegsende bei sich im Rhumeweg 20 in Berlin-Zehlendorf, wohin sie nach der Ausbombung ihrer Wohnung am 3. Februar 1945 gezogen waren, versteckten. Während der Schlacht um Berlin ab April hielt Otto Weidt seine Blindenwerkstatt geschlossen.

### Nach dem Krieg

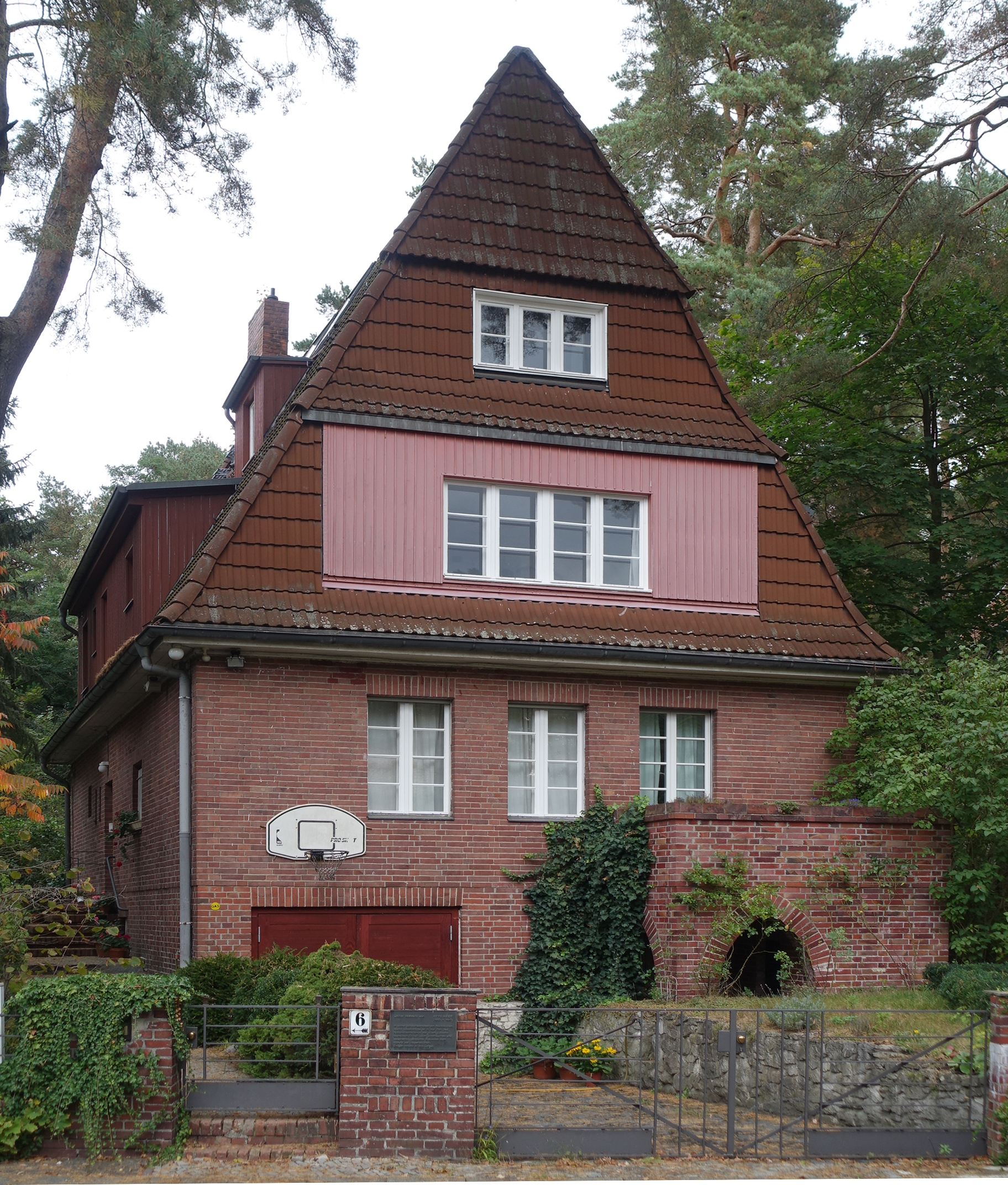
Letzter Wohnort, Salzachstraße 6

Am 15. Mai 1945 erklärte Otto Weidt Alice Licht zur Teilhaberin seiner Firma, die neugegründet den Betrieb wiederaufnehmen durfte. Im Juli 1945 beschäftigten Otto Weidt und Alice Licht 19 Angestellte, im Februar 1946 bereits 25 Personen, hatten aber Probleme wegen der Knappheit an Rohstoffen wie Rosshaar, Stroh und Borsten. Alice Licht engagierte sich vor ihrer Emigration in die USA zudem im American Jewish Joint Distribution Committee (AJDC). Das AJDC hatte ihr Unterstützung bei ihren Bemühungen um eine Einreiseerlaubnis für das Ehepaar Weidt zugesagt, doch letztendlich blieb das Paar in Berlin und Otto Weidt begann, seinen Betrieb auszubauen. 1947 beschäftigte er etwa dreißig bis vierzig Angestellte.
Im Juni 1946 wurde dem Antrag des Ehepaars Weidt auf Anerkennung als Opfer des Faschismus entsprochen. Daneben setzte Weidt sich weiterhin für seine jüdischen Mitbürger ein. Er übernahm mit anderen 1947 die Renovierung des jüdischen Kinder- und Altenheimes der Gemeinde in Pankow-Niederschönhausen. Otto Weidt war bereits 1943 mehrere Monate im Krankenhaus und erneut im Januar 1945, vermutlich wegen einer Herzerkrankung, behandelt worden. Im Januar 1946 wurde eine Herz-Lungenschwäche aufgrund eines Lungenephysems diagnostiziert. Er starb Ende 1947 im Alter von 64 Jahren im Haus Salzachstraße 6 (bis zur Umbenennung 1947 Gobineaustraße) in Berlin-Schlachtensee, wohin das Ehepar Weidt im November 1945 gezogen war. Er wurde auf dem Friedhof Zehlendorf beigesetzt.

### Nach Otto Weidts Tod
Seine Frau Else wohnte zunächst weiter in der Salzachstraße und versuchte die Blindenwerkstatt weiterzuführen, obwohl sie zuvor nicht in die Geschäftsabläufe involviert war. Ende 1947 betrug die Anzahl der Angestellten 36, Ende März desselben Jahres 33. Erschwert wurde die wirtschaftliche Situation zusätzlich durch eine mehrere Jahre anhaltende gravierende Rohstoffknappheit und die Lage des Betriebs im sowjetischen Sektor der Stadt, die ab dem Sommer 1948 einen Verkauf der Produkte in den Westteil der Stadt unmöglich machte. Im Juli 1948 waren nur noch 28 Arbeiter beschäftigt, im Februar 1952 nur noch fünf Personen. Im März 1950 zog Else Weidt nach Ost-Berlin. Im Jahr 1951 war der Betrieb mit Miet- und Steuerzahlungen im Rückstand. Wegen der verbotenen Einfuhr von Rohstoffen aus West-Berlin, die sie im Betrieb verarbeitete, wurde Else Weidt am 6. März 1952 wegen Verstoßes gegen das „Gesetz zum Schutz des innerdeutschen Handels“ verhaftet und in die Justizhaftanstalt Neuruppin überstellt. Der verschuldete Betrieb wurde auf Anordnung der Wirtschaftsverwaltung des Magistrats 1952 geschlossen und aufgelöst. Die völlige Liquidierung der Blindenwerkstatt war im Juli 1956 abgeschlossen.
Nach ihrer Entlassung aus dem Gefängnis arbeitete Else Weidt ab Mai 1955 als Platzanweiserin und Kassiererin in einem Ost-Berliner Kino. Anfang Oktober 1956 zog sie nach West-Berlin. Im Juli 1957 wurde sie ihrem Antrag entsprechend als Hinterbliebene eines „politisch, rassisch oder politisch Verfolgten des Nationalsozialismus“ (PrV) anerkannt. Dadurch erhielt sie ab 1958 eine kleine PrV-Witwenrente. Zudem wurde sie mit anderen im Rahmen der Initiative „Unbesungene Helden“ des West-Berliner Senats geehrt und erhielt als sozial Bedürftige eine monatliche Beihilfe von fünfzig DM. Else Weidt starb verarmt nach einem Herzinfarkt am 8. Juni 1974 in Berlin-Zehlendorf.

## Ehrungen und Gedenken
Im September 1971 wurde Otto Weidt posthum in die Liste der Gerechten unter den Völkern der israelischen Gedenkstätte Yad Vashem aufgenommen, nachdem sich im Oktober 1962 Alice Licht und ebenso Inge Deutschkron Ende 1969 an die Gedenkstätte gewendet hatten.
Auf Beschluss des Berliner Senats ist die letzte Ruhestätte von Otto Weidt (Feld 22 U 319) seit 1994 als Ehrengrab des Landes Berlin gewidmet. Die Widmung wurde im Jahr 2018 um die übliche Frist von zwanzig Jahren verlängert.

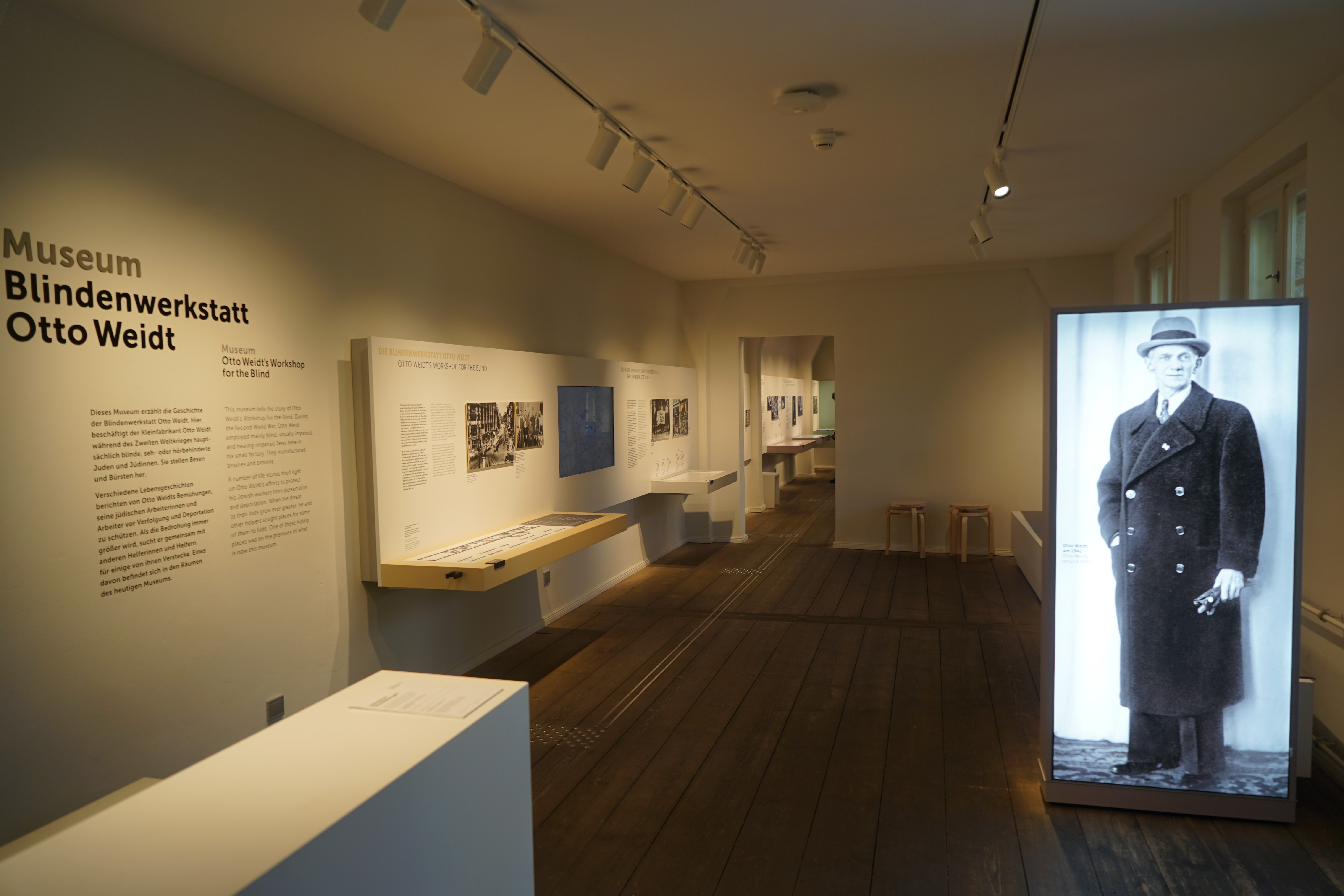
Museum Blindenwerkstatt Otto Weidt

1993 wurde auf Initiative von Inge Deutschkron am Haus Rosenthaler Straße 39 Otto Weidt zu Ehren eine Gedenktafel angebracht und 1999 durch eine im Boden der Hofeinfahrt verlegte Bronzetafel ersetzt. Sie setzte sich maßgeblich für die Gründung eines Museums in der ehemaligen Blindenwerkstatt Otto Weidt ein. Studierende der Fachhochschule für Technik und Wirtschaft (FHTW Berlin) richteten 1999 eine erste Ausstellung ein, aus der das Museum Blindenwerkstatt Otto Weidt im Haus Schwarzenberg entstand. Sechs Jahre später wurde es eine Einrichtung der Gedenkstätte Deutscher Widerstand. Im Innenhof neben dem Eingang zum Museum im ersten Stock befindet sich ein großes Wandbild mit dem Porträt Otto Weidts. Von 2008 bis 2017 war im Museum die Gedenkstätte Stille Helden beheimatet, die nach ihrem Umzug im Februar 2018 im Bendlerblock (Stauffenbergstraße 13–14) wiedereröffnet wurde.
Eine weitere Gedenktafel befindet sich seit 2007 am Haus Großbeerenstr 92, dem ersten Standort der Werkstatt. 2018 wurde in Berlin-Mitte mit dem Bau eines Platzes in der Europacity begonnen, der Otto-Weidt-Platz benannt wurde. Die Randbebauung des Otto-Weidt-Platzes sowohl auf der Nordseite (Hausnummern 1–13) wie auf der Südseite (Hausnummern 2–16) war im Frühjahr 2023 fertiggestellt, die Gestaltung des Platzes als Parkanlage im Frühjahr 2025. Ein Weg verbindet ihn mit dem Golda-Meir-Steig, der über den Berlin-Spandauer Schifffahrtskanal führt. Die Straßenschilder an den beiden Ecken des Otto-Weidt-Platzes mit der Heidestraße enthalten Tafeln mit der biographischen Angabe „Otto Weidt, Inhaber einer Blindenwerkstatt, Gegner des Nationalsozialismus, Retter von Jüdinnen und Juden, geb. 1883, gest. 1947“. Das elfgeschossige Hochhaus an der Südecke des Platzes nimmt dessen Namen auf und heißt Weidt Park Corner, die Bushaltestelle der Linie 147 an der Nordecke zur Heidestraße trägt den Namen Otto-Weidt-Platz und verbindet diesen in drei Minuten mit dem Berliner Hauptbahnhof. Von der Bushaltestelle sind es nur wenige Schritte nordwärts zur Hedwig-Porschütz-Straße, benannt nach der Mitstreiterin Otto Weidts.
Auf den letzten Wohnsitz und das Wirken von Otto Weidt weist seit 2003 eine Gedenktafel am Haus Salzachstraße 6 in Berlin-Schlachtensee hin. Auch am Haus Wollenweberstraße 12 in Rostock, dem Geburtshaus und Wohnort der Familie Weidt bis zu ihrem Umzug nach Berlin 1888, wurde 2014 eine Gedenktafel angebracht.

### Medien
Im Jahr 2001 erschien das Kinder- und Jugendbuch Papa Weidt: Er bot den Nazis die Stirn von Inge Deutschkron mit Illustrationen von Lukas Ruegenberg, das in mehrere Sprachen übersetzt wurde. Robert Kain veröffentlichte mit Otto Weidt. Anarchist und „Gerechter unter den Völkern“ eine umfassende Forschungsarbeit, die auch Otto Weidts Arbeit in der anarchistischen Bewegung darstellt.
2014 wurde der Film Ein blinder Held – Die Liebe des Otto Weidt nach den Erinnerungen von Inge Deutschkron in der Regie von Kai Christiansen mit Edgar Selge als Otto Weidt erstmals im Fernsehen ausgestrahlt. Am 2. Mai 2023 erinnerte die WDR-Sendung ZeitZeichen an Otto Weidt.

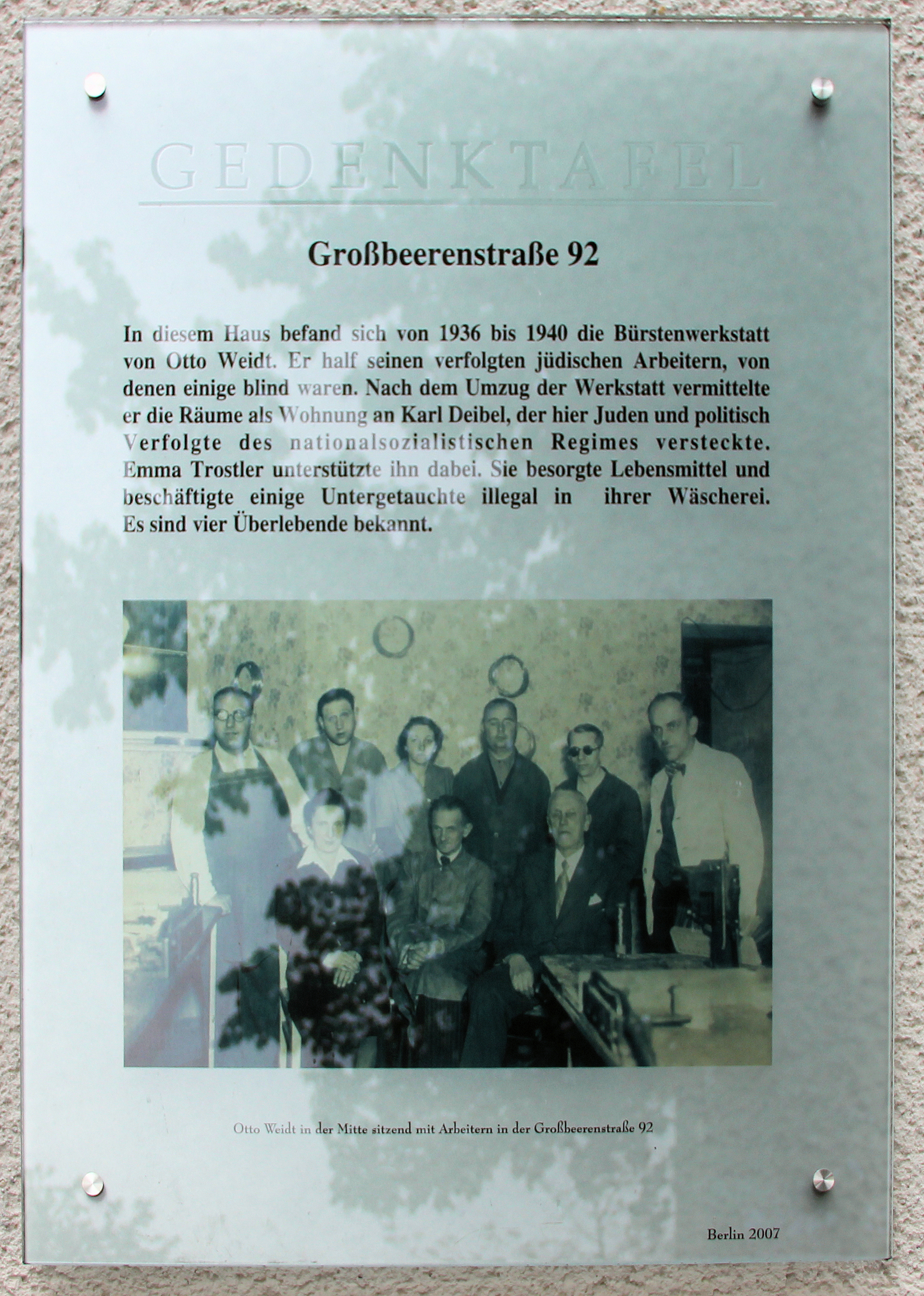
Großbeerenstraße 92, Gedenktafel
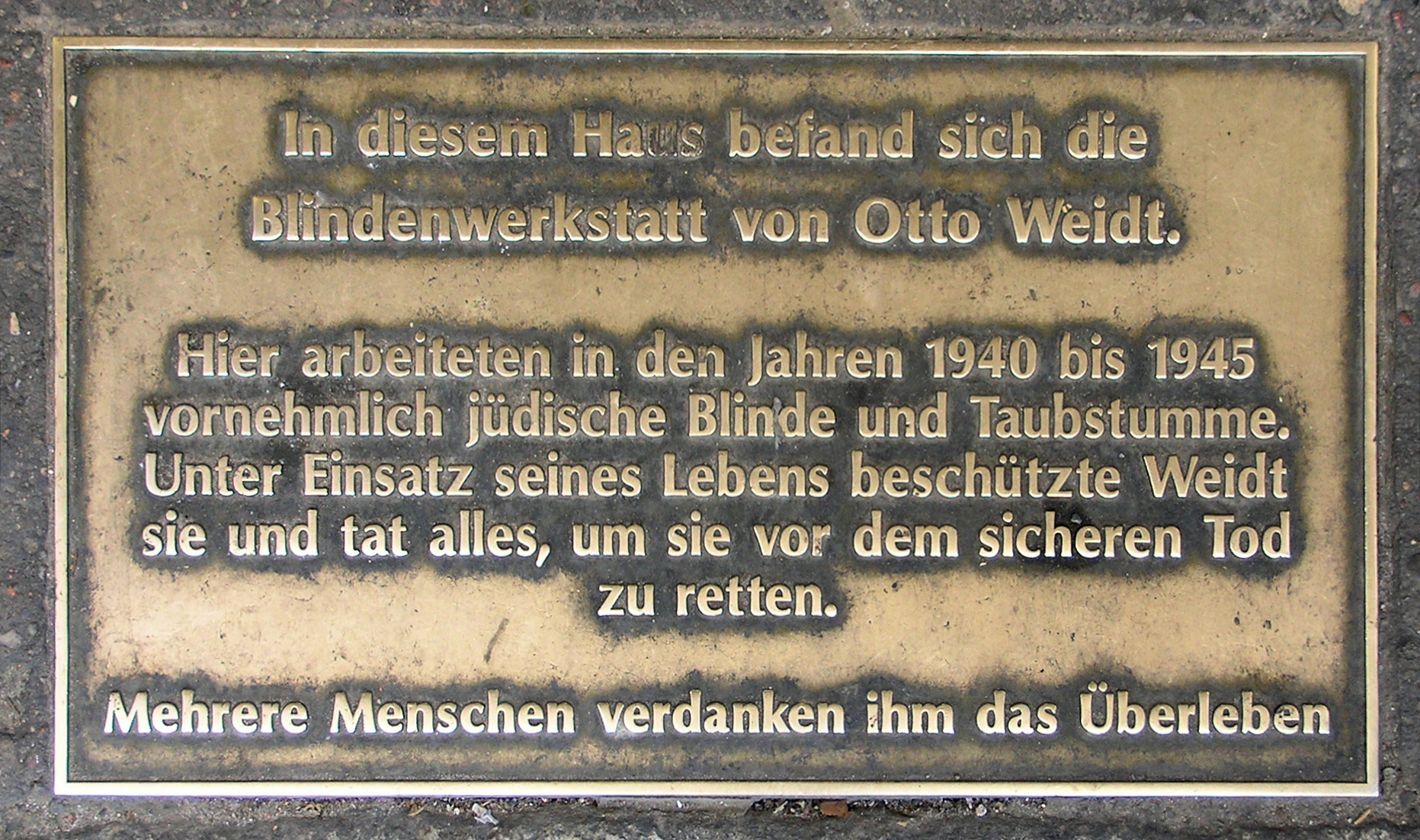
Gedenktafel im Boden der Hofeinfahrt am Haus Rosenthaler Straße 39
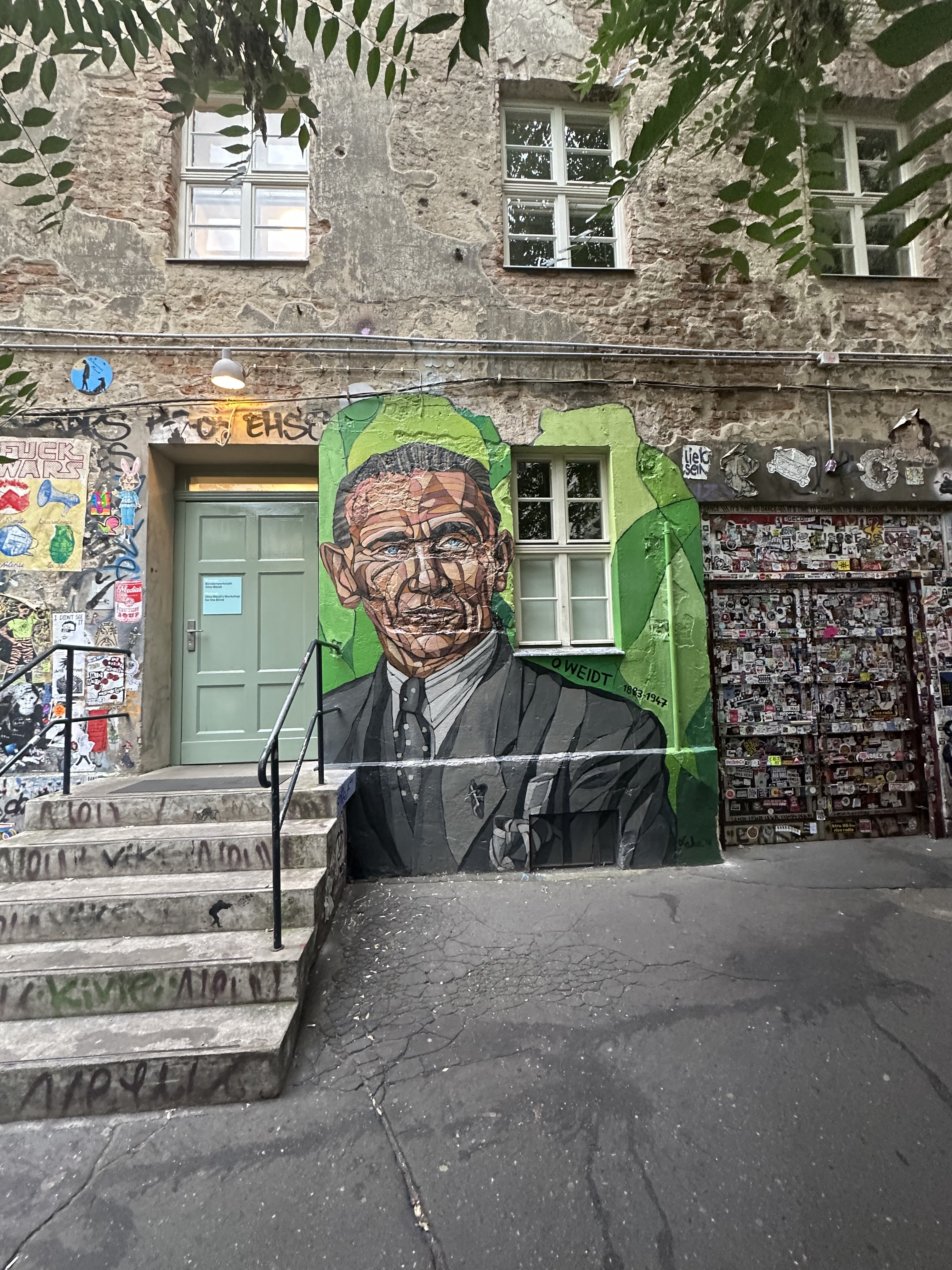
Graffiti-Porträt am Museum
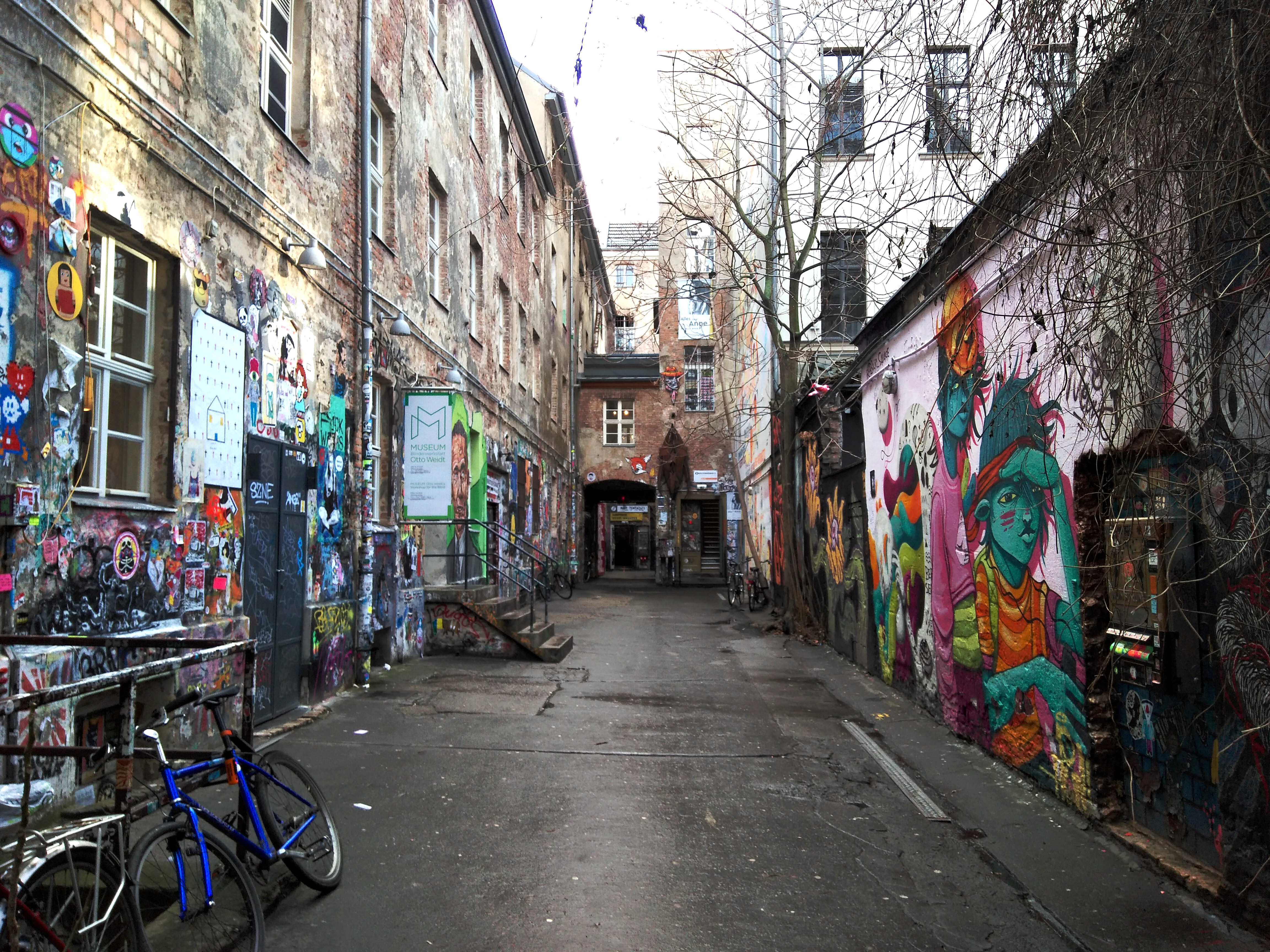
Hinterhof mit Museumszugang links
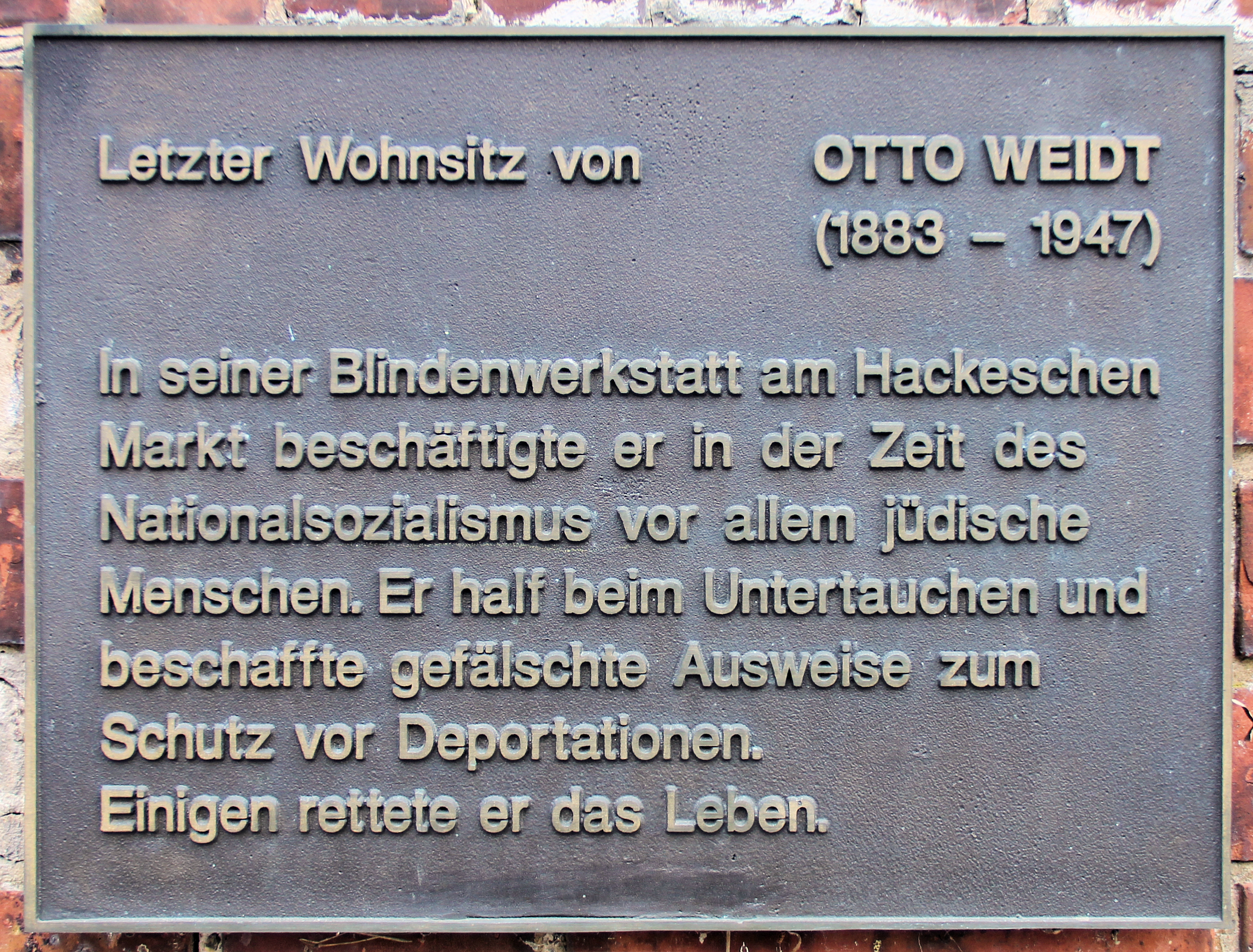
Gedenktafel am Haus Salzachstraße 6, Berlin-Zehlendorf
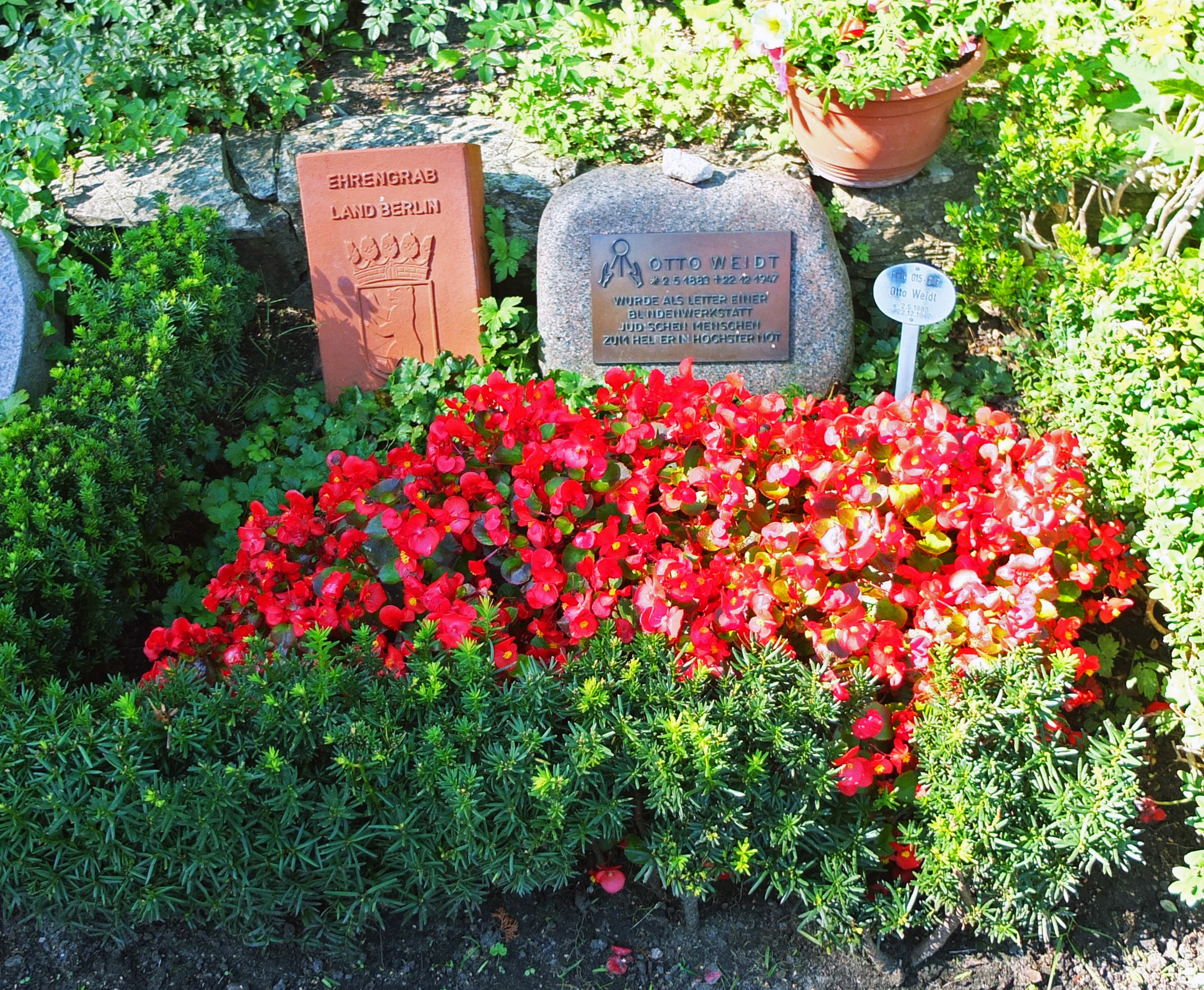
Ehrengrab auf dem Berliner Friedhof Zehlendorf